# Monterosso al Mare
Monterosso al Mare är en kommun och en stad i provinsen La Spezia, som är en del av regionen Ligurien i norra Italien. Monterosso al Mare är en av de fem städerna i Cinque Terre. Kommunen hade 1 409 invånare (2018).

## Beskrivning
Monterosso al Mare ligger vid en liten bukt som skyddas av ett litet konstgjort rev. Staden är den västligaste i Cinque Terre.
Monterosso al Mare är uppdelad i två skilda delar: den gamla staden och den nya staden. Mellan stadens båda delar går en tunnel, avsedd för fotgängare och för stadens mycket få bilar.
Monterossos sandstrand sträcker sig utmed hela staden och den används av både turister och lokalbefolkning.

## Sevärdheter
- Borgen, delvis i ruiner.
- Kyrkan. Dess fasad består av fyra små marmorpelare och en huvudportal som kröns av en fresk som avbildar Kristi dop.
- Klostret, som kan ses från alla delar av Cinque Terre.
- Sandstranden

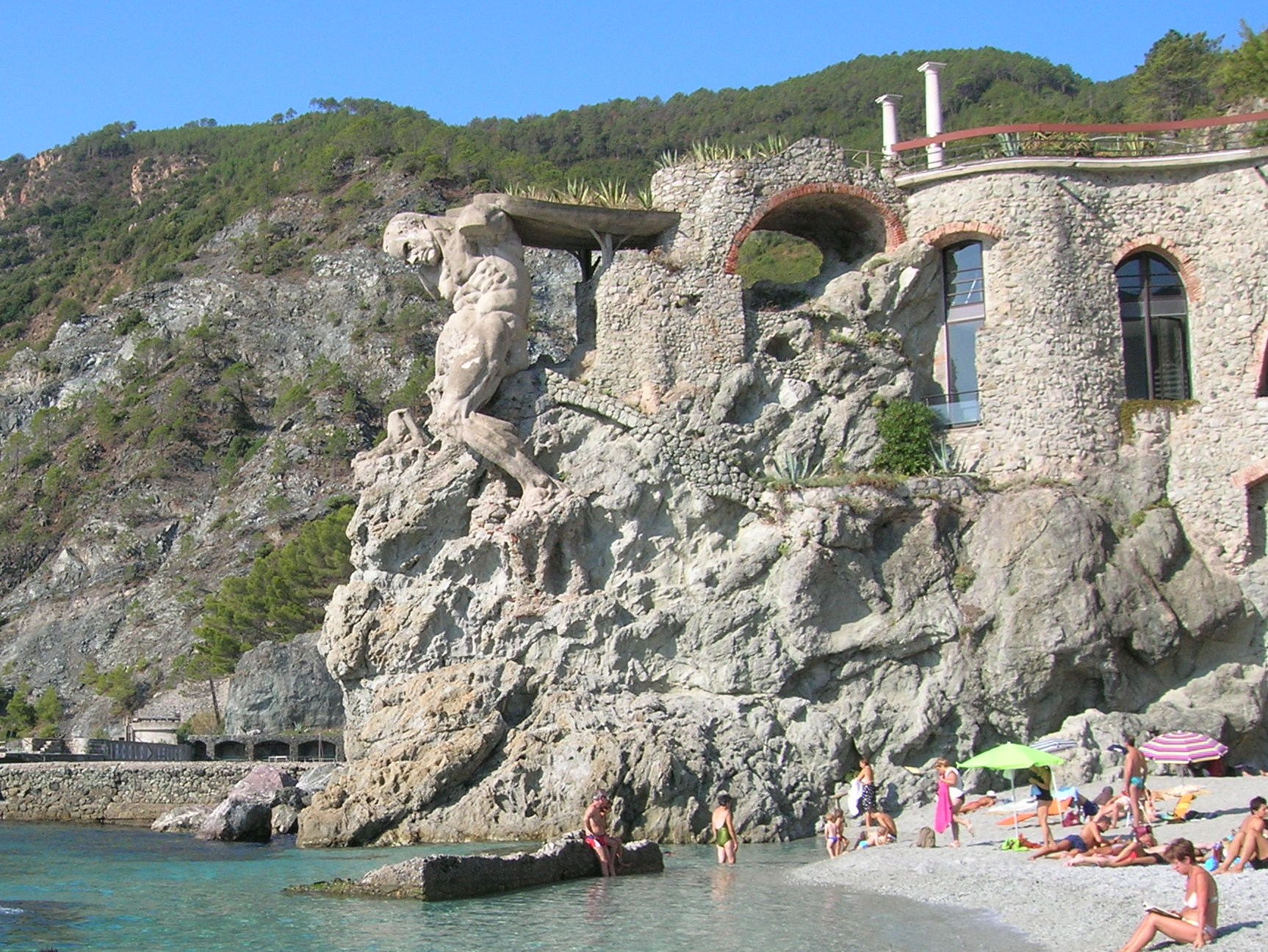
Monterossos jätte
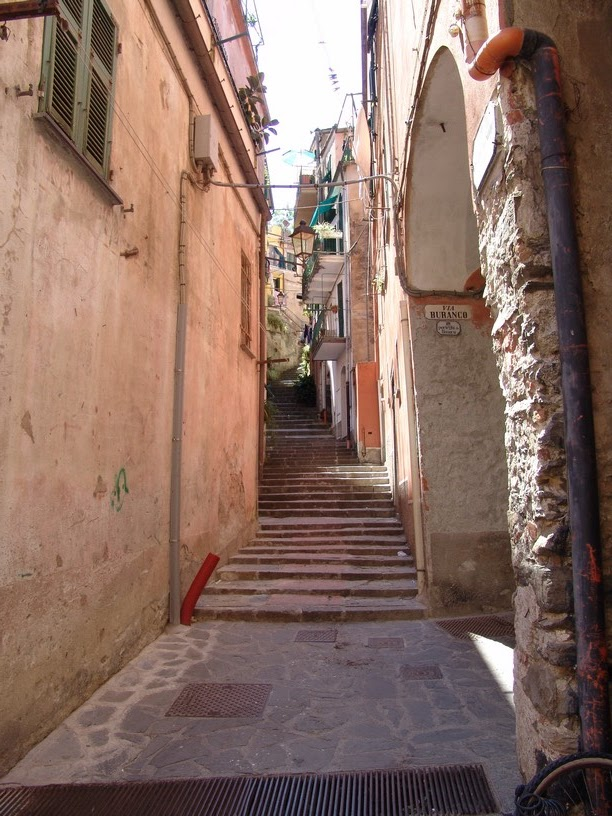
Gata i Moterosso
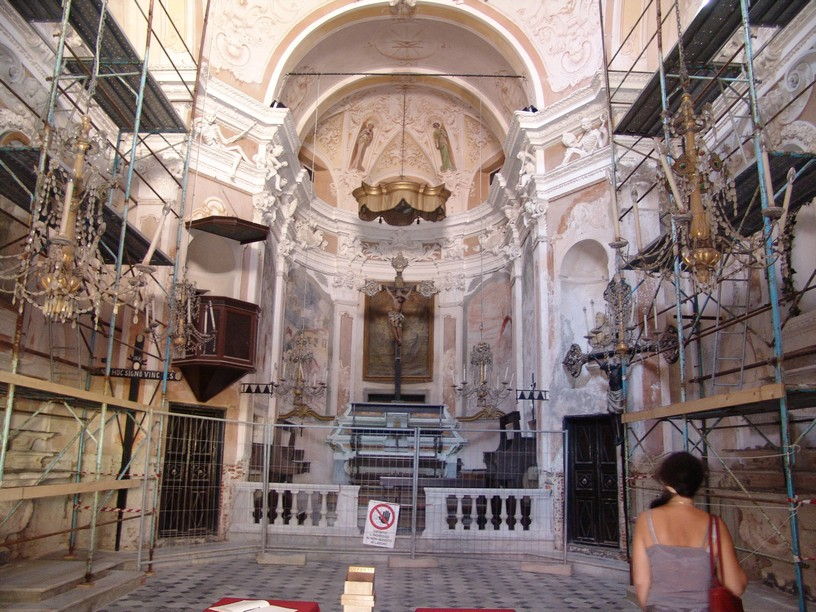
I kyrkan

- Monterossos jätte
- Gata i Moterosso
- I kyrkan